# 金星之雪

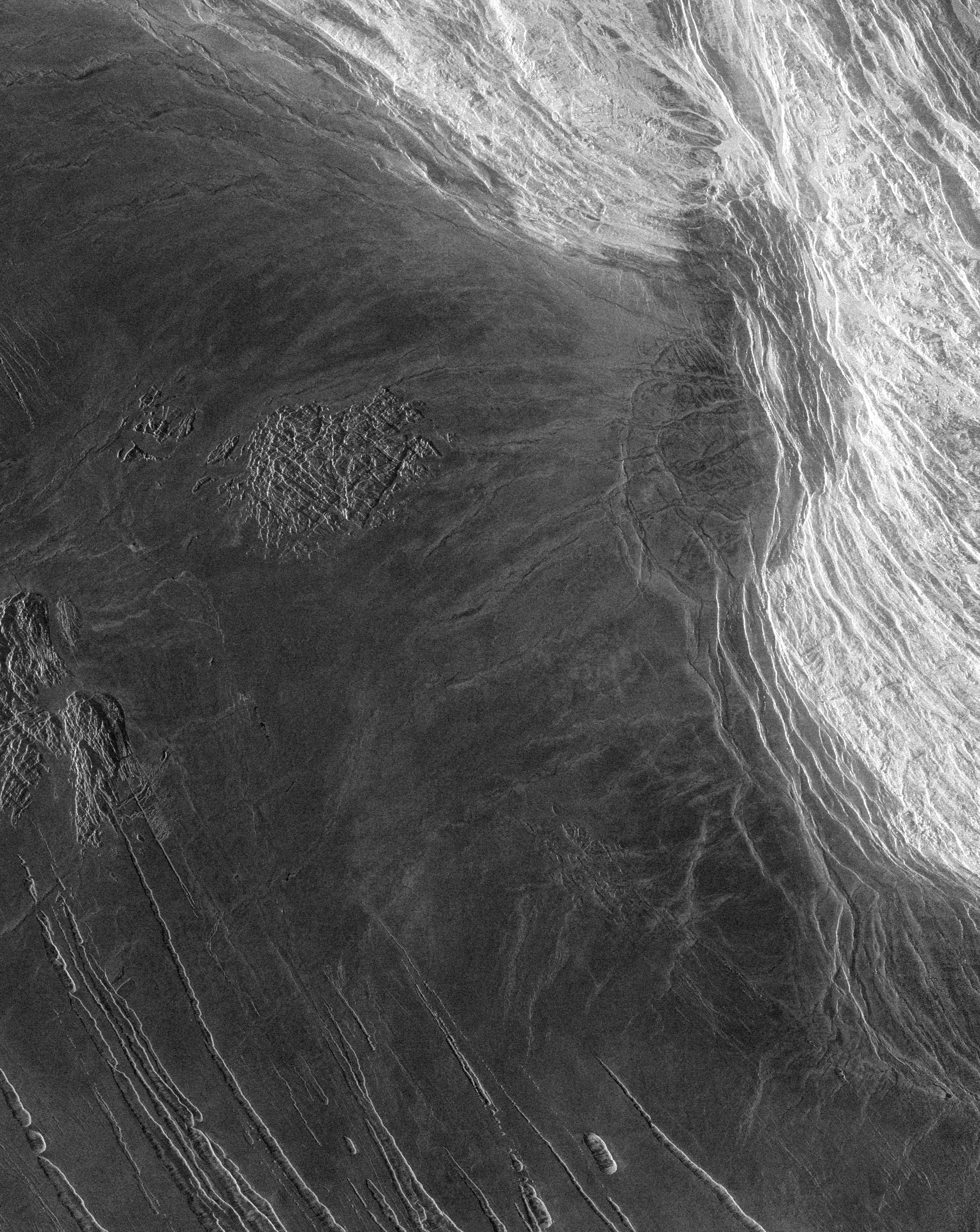
麦哲伦号雷达地图中的拉克西米高原 (左) 麦克斯韦山脉 (右)，被明亮之“雪”覆盖的高地，较相邻的黑色熔岩流平原高出5公里。

金星之雪（Venus snow）是一种来自金星表面高海拔地区的明亮雷达反射讯号。该“雪”似乎是海拔2,600（8,500英尺）以上大气中析出的硫化铅和硫化铋矿物凝析物。
这种“雪”的性质最初并不清楚，在雷达图像中，类似熔岩平原的平坦表面通常看上去很暗，而像撞击碎片这样的粗糙表面则显得很亮。岩石的成分也会改变雷达回波：导电材料或具有高介电常数的材质会显得更亮。因此，最初很难确定金星的高海拔地区在化学成分或质地上是否与低地不同。可能的解释包括松散的土壤、高海拔和低海拔地区不同的风化速率以及高海拔地区特有的化学沉积物，但它不可能是水冰，因为水冰无法存在于干燥、极热的金星地表环境中。
来自先驱者号轨道飞行器雷达的测绘数据，提供了一种化学成分视角的解释。据推测，下层岩石可能含有黄铁矿或其他具有很强反射率的金属包裹体。在金星表面的高温下，这些矿物会逐渐蒸发。而高海拔地区更快速的风化则可能会不断暴露新的物质，导致高地比低地更明亮。
1995年，麦哲伦探测器的高分辨率雷达观测开始倾向这样一种假设：金属化合物在温度较热的低地区升华，在较冷的高地区沉积，列属此类性质的元素包括有碲、黄铁矿和其他金属硫化物。